# Teatre Principal (Alacant)
El Teatre Principal és l'edifici teatral més important d'Alacant, situat a la plaça de Ruperto Chapí, s/n. L'any 1846 van començar, a la plaça del Barranquet, les obres de construcció de l'aleshores anomenat Teatre Nou per diferenciar-lo del teatre antic existent al carrer de Liorna. El teatre es va inaugurar el 25 de setembre de 1847. Deu anys més tard va passar a dir-se Teatre d'Alacant i, poc després, Teatre Principal. El projecte fou desenrotllat per l'arquitecte alacantí Emili Jover Perrón.